# Pico Boulevard
Pico Boulevard è una delle principali arterie stradali della città di Los Angeles in California. 
Corre dalla Appian Way a Santa Monica sull'Oceano Pacifico fino a Central Avenue nella Downtown di Los Angeles.
Prende il nome da Pío Pico, l'ultimo governatore messicano dell'Alta California.
Lungo il suo percorso si trovano gli studi cinematografici della 20th Century Fox, lo Staples Center ed il Los Angeles Convention Center.